# Berliner Bär (B.Z.-Kulturpreis)
Der Berliner Bär (nicht zu verwechseln mit den Silbernen und Goldenen Bären der Berlinale) ist ein Kulturpreis der Boulevardzeitung B.Z.
Seit 1991 wird er jährlich an herausragende Künstler vergeben. Der B.Z.-Bär ist eine Bronze-Plastik, die vom Berliner Bildhauer Ernst Leonhardt gestaltet wurde. Nach einer Form des Künstlers wird die Plastik bei der Gießerei ARA-Kunst im bayrischen Wald in einem Wachs-Schmelz-Verfahren gegossen, grünlich braun patiniert und mit der Hand poliert. Die Plastik trägt den Namen Der Tänzer und ist etwa 30 cm groß.
Bisher nahmen u. a. Prominente wie Daniel Barenboim, Norman Foster, Martina Gedeck, Katja Riemann, Helmut Newton, Armin Mueller-Stahl, Katharina Thalbach, Christa Ludwig, Christo und Jeanne-Claude, Volker Schlöndorff, Mario Adorf, Hildegard Knef, Ute Lemper, Yvonne Catterfeld, Karl Lagerfeld, Claus Peymann, Anita Kupsch, W. Michael Blumenthal, Billy Wilder, Daniel Libeskind, Wolfgang Joop, Max Raabe, Nina Hagen, Heino Ferch, Regina Ziegler, Walter Plathe und Dieter Hallervorden den Preis in Empfang.

## Preisträger 1992
- Jiří Dienstbier
- Pantomimen-Ensemble
- Götz George
- Johannes Grützke
- Harald Juhnke
- Alexandra Ripley
- Gerd Ruge

## Preisträger 1993
- Rut Brandt
- Christo und Jeanne-Claude
- Daniel Barenboim
- Jochen Kowalski
- Armin Mueller-Stahl
- Katharina Thalbach
- André Heller, Bernhard Paul, Peter Schwenkow
- Staatl. Ballett- und Artistenschule

## Preisträger 1994
- Michael Ballhaus
- Helmut Baumann
- Erich Böhme
- Rebecca Horn
- Johann Kresnik
- Harry Kupfer
- Helmut Newton
- Rosamunde Pilcher

## Preisträger 1995
- Tom Baccei
- Ballett des Friedrichstadtpalasts
- Götz Friedrich
- Friedemann Hahn
- Christa Ludwig
- Bernhard Minetti
- Micky Maus
- Hans Helmut Prinzler
- Volker Schlöndorff

## Preisträger 1996
- Mario Adorf
- Artur Brauner
- Reinhard Hauff
- Helmut Jahn
- Hildegard Knef
- Peter Stein
- Wolf Vostell
- Westbam
- Vivienne Westwood
- Jürgen Wölffer

## Preisträger 1997
- Berliner Philharmonisches Orchester
- Wolfgang Gruner
- Haus der Kulturen der Welt
- René Kollo
- Karl Lagerfeld
- Daniel Libeskind
- Markus Lüpertz
- Heike Makatsch
- Robert Wilson

## Preisträger 1998
- Elvira Bach
- Norman Foster
- Thomas Langhoff
- Neuköllner Oper
- Thomas Ostermeier
- Katja Riemann
- Rosenstolz
- Schauspielerfamilie Otto Sander, Monika Hansen, Meret Becker und Ben Becker
- Sasha Waltz

## Preisträger 1999
- Helmut Dietl
- Comedian Harmonists
- Hanno Huth
- Christiane Paul
- Ieoh Ming Pei
- Georg Preuße alias Mary
- Dr. Motte
- Jack White
- Billy Wilder

## Preisträger 2000
- Thomas Brussig
- Peter Eisenman
- Glöckner von Notre-Dame (Bühnenbild)
- Gute Zeiten, schlechte Zeiten
- Ute Lemper
- Ulrich Mühe
- Peter Radunski
- Bar jeder Vernunft
- Joseph Vilsmaier

## Preisträger 2001
- Moritz Bleibtreu (Film)
- Barbara Carus (Tanz) für ihr Projekt Musical for kids
- Jeff Koons (Bildende Kunst)
- Irina Pabst (Soziales Engagement)
- Philipp Stölzl (Neue Medien)
- Horst Wendlandt (Film)

## Preisträger 2002
- W. Michael Blumenthal (Kulturpolitisches Engagement/Völkerverständigung)
- Graf Finck von Finckenstein (Kultur)
- Andrej Hermlin (Musik), Bandleader, Pianist und Manager des Swing Dance Orchestra
- Jenny Holzer (Bildende Kunst)
- Anita Kupsch (Film)
- Claus Peymann (Theater)
- Heribert Sasse (Theater)

## Preisträger 2003
- Wilhelm von Boddien (Kultur)
- Richard Branson (Mäzenatentum)
- Michael Degen (Literatur)
- Heino Ferch (Schauspieler)
- Friedrichstadtpalast (Theaterkunst)
- Harald Glööckler (Mode)
- Regina Ziegler (Film)
- Radyo Metropol FM (Medien)

## Preisträger 2004
- Heinz Berggruen (Ehrenpreis)
- Yvonne Catterfeld (Pop)
- Angelica Domröse (Schauspielerin)
- Nina Hagen (Musik)
- Jörg Immendorff (Kultur)
- Wolfgang Joop (Mode)
- Wladimir Anatoljewitsch Malachow (Tanz)
- Kent Nagano (Kultur)
- Theater RambaZamba Berlin (Theaterkunst) für das Engagement zur Integration Behinderter

## Preisträger 2005
- Michael "Bully" Herbig (Film)
- Brigitte Mira (Lebenswerk)
- Max Raabe (Show)
- Peter Raue (Kunst)
- Silbermond (Pop)
- Thomas Quasthoff (Klassik)

## Preisträger 2006
- DJ Paul van Dyk (Pop)
- Dietrich Fischer-Dieskau (Klassik)
- Brigitte Grothum (Theater)
- Klaus Hoffmann (Chanson)
- Nina Hoss (Film)
- Alexandra Neldel (TV)
- Günther Uecker (Bildende Kunst)

## Preisträger 2007
- Iris Berben (Soziales Engagement)
- Tokio Hotel (Rock)
- Udo Jürgens (Lebenswerk)
- Jonathan Meese (Bildende Kunst)
- Angelika Milster (Musical)
- Polina Semionova (Tanz)
- Michael Wolffsohn (Stadtkultur)

## Preisträger 2008
- Georg Baselitz (Bildende Kunst)
- Klaus Maria Brandauer (Theater)
- Martina Gedeck (Film)
- Mireille Mathieu (Lebenswerk)
- Museum für Naturkunde (Berlin) (Institution)
- Nadja Michael (Oper)
- Bernd Siggelkow, Gründer Die Arche – Christliches Kinder- und Jugendwerk (Soziales Engagement)

## Preisträger 2009
- Thomas Dörflein (posthum)
- Andreas Gursky
- Dieter Hallervorden
- Karoline Herfurth
- Udo Lindenberg
- Dagmar Manzel
- Christoph Schlingensief
- The BossHoss

2009 gab es keine Veranstaltung zur Preisverleihung. Am 8. Dezember 2008 gab die Axel Springer AG bekannt, dass alle Veranstaltungen im Jahr 2009 abgesagt werden. Begründet wurde die Absage mit der internationalen Finanzkrise. Der Verlag wollte mit der Sparmaßnahme Entlassungen verhindern.

## Preisträger 2010
- David Chipperfield
- Til Schweiger
- Peter Sloterdijk
- Nora Tschirner (Publikumspreis als beste junge Schauspielerin 2009)
- Katharina Wagner und Eva Wagner-Pasquier
- Judy Winter
- 2raumwohnung

## Preisträger 2011
- Annette Dasch (Oper)
- Gunter Gabriel (Pop/Rock)
- Anselm Kiefer (Bildende Kunst)
- Dieter Kosslick (Film)
- Anna Loos und Silly (Comeback des Jahres)
- Ferdinand von Schirach (Literatur)
- Suppenküche Lichtenrade e.V. (Publikumspreis für ehrenamtliches Engagement)

## Preisträger 2012
- Marina Abramović (Bildende Kunst)
- Senta Berger (Film)
- Roland Kaiser (Comeback des Jahres)
- Wladimir Kaminer (Literatur)
- Marcel Reich-Ranicki (Lebenswerk)
- Frank Zander (Benefiz)
- Berghain
- Kammerakademie Potsdam (Klassik)
- Prime Time Theater (Publikumspreis)

## Preisträger 2013
- Reinhard Kleist (Kunst)
- Matthias Koeppel und Sooki Koeppel (Maler)
- Rolf Kühn (Jazz)
- Anna Maria Mühe (TV/Film)
- Matthias Schweighöfer (Film/Regie)
- Tino Sehgal (Aktionskünstler)
- Matthis Klemm (Publikumspreis Berlins bester Nachwuchs-DJ)

## Preisträger 2014
- Christian Thielemann (Klassik)
- Katharina Schüttler (Schauspiel)
- Geschwister Pfister (Kabarett)
- Frank Castorf (Theater)
- Gunter Demnig (Bildende Kunst)
- Rainer Brandt (Synchron-Kunst)
- Bertan Canbeldek (Publikumspreis Berlins bester Nachwuchsartist)

## Preisträger 2015
- Christopher und Marc Bauder (Installation Lichtgrenze)[2]
- Ensemble von "Hinterm Horizont" (Musical)
- Nena (Pop)
- Barrie Kosky (Oper/Regie)
- Ursela Monn (Schauspielerin)
- Shermin Langhoff (Theater/Regie)
- Friederike Haller (Publikumspreis Berlins beste Nachwuchs-Designer)

## Preisträger 2016
- Sebastian Schipper und das Team von "Victoria" (Film/Regie)[3]
- Joe Jackson (Rock/Pop)
- Dorothy Iannone (Bildende Kunst)
- Herbert Herrmann (Schauspieler)
- Katharine Mehrling (Theater/Gesang)
- Nessi (Publikumspreis Berlins beste Nachwuchs-Singer-Songwriter)
- Meret Becker (Ehrenpreis)

## Preisträger 2017
- Jürgen Flimm
- Wolfgang Tillmans
- Ulrich Matthes
- Rolando Villazón
- Cornelia Froboess
- Lisa Eckhart (Publikumspreis Beste Slam-Poetin)

## Preisträger 2018
- Donna Leon
- Flying Steps
- Daniel Hope
- Maria Schrader
- Henry Hübchen
- Marius Müller-Westernhagen

## Preisträger 2019
- Alicja Kwade
- Anne-Sophie Mutter
- Beatsteaks
- Paula Beer
- Walter Plathe
- Andreas Dresen

## Preisträger 2020
- August Diehl
- Elmgreen und Dragset
- David Garrett
- Volker Kutscher
- Peaches
- Christian Petzold
- Iana Salenko (Solistin im Staatsballett Berlin)
- Marian Walter (Solist im Staatsballett Berlin)

## Preisträger 2021
- Herbert Köfer (pandemiebedingt nur eine Vergabe als Ehrenpreis)

## Preisträgerin 2022
- Maryna Er Horbatsch

## Preisträgerin 2023
- Bettina Wegner[4]

## Preisträger 2024
- Margot Friedländer
- Wim Wenders
- Aylin Tezel
- Yael Ronen
- Felix Lobrecht
- Constanza Macras

## Preisträger 2025
- Ersan Mondtag
- Mohammad Rasoulof
- Cornelia Schleime
- Jenny Erpenbeck
- Die Fantastischen Vier
- Daniel Brühl